# Eucalyptus pimpiniana
Eucalyptus pimpiniana är en myrtenväxtart som beskrevs av Joseph Henry Maiden. Eucalyptus pimpiniana ingår i släktet Eucalyptus och familjen myrtenväxter. Inga underarter finns listade i Catalogue of Life.